# 愛媛県の廃止市町村一覧
愛媛県の廃止市町村一覧（えひめけんのはいししちょうそんいちらん）は、愛媛県における市制・町村制施行（1889年4月1日）後に、市町村合併や他の自治体に統合されることなどにより廃止した市町村の一覧である。単なる名称の変更は対象としない。
- 町村が「町制」・「市制」を施行し町・市となるケース
  - 「市町村」以外の表記名を変更しなかった自治体は一覧に含まれない。（例：北条町→北条市）
  - 町制・市制を施行した際に名称を変更した場合も一覧に含まれない。（例：東伯方村→伯方町）
- 市町村が名称変更した場合は一覧に含まれない。
- 所属郡が変更になった場合は一覧に含まれない。
- 市町村合併で廃止した市町村のケース
  - 編入合併した場合の、存続市町村は廃止に当たらないので一覧に含まれない。
  - 編入合併した場合の、廃止した市町村は一覧に含まれる。
  - 新設合併した場合の、廃止した市町村は一覧に含まれる。
  - 新設合併した場合の、名称が残った市町村も一覧に含まれる。（例：旧・今治市→新・今治市）
- 分割や分立をしたケース
  - 分割で廃止した市町村は一覧に含まれる。（例：満崎村→天満村・蕪崎村に分割、満崎村は廃止）
  - 分立で存続した市町村は一覧に含まれない。（例：肱川村の一部→河辺村に分立、肱川村は存続 ）

## 1899年以前
- 宇摩郡満崎村 （1895年7月1日）宇摩郡天満村・蕪崎村に分割のため
- 北宇和郡津島村 （1895年7月1日）北宇和郡高近村・岩松村に分割のため

## 1900年～1909年
- 伊予郡出淵村 （1907年1月1日）伊予郡中山村に編入のため
- 喜多郡平村 （1908年4月1日）喜多郡大洲村新設のため
- 喜多郡喜多村 （1908年4月1日）喜多郡大洲村新設のため
- 喜多郡田処村 （1909年4月1日）喜多郡柳沢村に編入のため
- 喜多郡山鳥坂村 （1909年4月1日）喜多郡河辺村新設のため
- 喜多郡奥南村 （1909年4月1日）喜多郡河辺村新設のため

## 1910年～1919年
- 北宇和郡丸穂村 （1917年5月1日）北宇和郡宇和島町に編入のため

## 1920年～1929年
- 越智郡今治町 （1920年2月11日）今治市新設のため
- 越智郡日吉村 （1920年2月11日）今治市新設のため
- 北宇和郡宇和島町 （1921年8月1日）宇和島市新設のため
- 北宇和郡八幡村 （1921年8月1日）宇和島市新設のため
- 喜多郡大成村 （1921年11月1日）喜多郡大川村新設のため
- 喜多郡蔵川村 （1921年11月1日）喜多郡大川村新設のため
- 喜多郡柴村 （1922年1月1日）喜多郡白滝村新設のため
- 喜多郡滝川村 （1922年1月1日）喜多郡白滝村新設のため
- 東宇和郡上宇和村 （1922年2月11日）東宇和郡宇和町に編入のため
- 喜多郡豊茂村 （1922年4月1日）喜多郡大和村新設のため
- 喜多郡相生村 （1922年4月1日）喜多郡大和村新設のため
- 喜多郡新谷村_(旧) （1922年4月1日）喜多郡新谷村新設のため
- 喜多郡喜多山村 （1922年4月1日）喜多郡新谷村新設のため
- 温泉郡道後村 （1923年4月1日）松山市・温泉郡道後湯之町に分割編入のため
- 上浮穴郡久万町_(旧) （1924年2月11日）上浮穴郡久万町新設のため
- 上浮穴郡菅生村 （1924年2月11日）上浮穴郡久万町に新設のため
- 新居郡西条町_(旧) （1925年2月11日）新居郡西条町新設のため
- 新居郡神拝村 （1925年2月11日）新居郡西条町新設のため
- 新居郡大町村 （1925年2月11日）新居郡西条町新設のため
- 新居郡玉津村 （1925年2月11日）新居郡西条町新設のため
- 越智郡菊間町_(旧) （1925年4月1日）越智郡菊間町新設のため
- 越智郡歌仙村 （1925年4月1日）越智郡菊間町新設のため
- 温泉郡古三津村 （1925年5月10日）温泉郡三津浜町に編入のため
- 温泉郡素鵞村 （1926年2月11日）松山市に編入のため
- 温泉郡雄群村 （1926年2月11日）松山市に編入のため
- 温泉郡朝美村 （1926年2月11日）松山市に編入のため
- 温泉郡御幸村 （1926年2月11日）松山市に編入のため
- 東宇和郡笠置村 （1929年12月1日）東宇和郡石城村新設のため
- 東宇和郡山田村 （1929年12月1日）東宇和郡石城村新設のため
- 喜多郡村前村 （1929年12月26日）喜多郡五城村・大瀬村・天神村に分割編入のため

## 1930年～1939年
- 西宇和郡八幡浜町_(旧) （1930年1月1日）西宇和郡八幡浜町新設のため
- 西宇和郡矢野崎村 （1930年1月1日）西宇和郡八幡浜町新設のため
- 越智郡近見村 （1933年2月11日）今治市に編入のため
- 喜多郡大洲町_(旧) （1934年1月1日）喜多郡大洲町新設のため
- 喜多郡大洲村 （1934年1月1日）喜多郡大洲町新設のため
- 喜多郡久米村 （1934年1月1日）喜多郡大洲町新設のため
- 北宇和郡九島村 （1934年9月1日）宇和島市に編入のため
- 西宇和郡八幡浜町 （1935年2月11日）八幡浜市新設のため
- 西宇和郡神山町 （1935年2月11日）八幡浜市新設のため
- 西宇和郡千丈村 （1935年2月11日）八幡浜市新設のため
- 西宇和郡舌田村 （1935年2月11日）八幡浜市新設のため
- 温泉郡新浜村 （1937年6月1日）温泉郡三津浜町に編入のため
- 新居郡新居浜町 （1937年11月3日）新居浜市新設のため
- 新居郡金子村 （1937年11月3日）新居浜市新設のため
- 新居郡高津村 （1937年11月3日）新居浜市新設のため
- 北宇和郡立間尻村 （1938年2月11日）北宇和郡吉田町に編入のため
- 北宇和郡岩松町_(旧)  （1938年10月10日）北宇和郡岩松町新設のため
- 北宇和郡高近村 （1938年10月10日）北宇和郡岩松町新設のため

## 1940年～1949年
- 伊予郡（旧）郡中町 （1940年1月1日）伊予郡郡中町新設のため
- 伊予郡郡中村 （1940年1月1日）伊予郡郡中町新設のため
- 越智郡立花村 （1940年1月1日）今治市に編入のため
- 宇摩郡津根村 （1940年2月11日）宇摩郡長津村新設のため
- 宇摩郡野田村 （1940年2月11日）宇摩郡長津村新設のため
- 温泉郡三津浜町 （1940年8月1日）松山市に編入のため
- 温泉郡味生村 （1940年8月1日）松山市に編入のため
- 温泉郡桑原村 （1940年8月1日）松山市に編入のため
- 温泉郡和気村 （1940年8月1日）松山市に編入のため
- 温泉郡堀江村 （1940年8月1日）松山市に編入のため
- 温泉郡潮見村 （1940年8月1日）松山市に編入のため
- 温泉郡久枝村 （1940年8月1日）松山市に編入のため
- 周桑郡（旧）壬生川町 （1940年10月1日）周桑郡壬生川町新設のため
- 周桑郡多賀村 （1940年10月1日）周桑郡壬生川町新設のため
- 新居郡西条町 （1941年4月29日）西条市新設のため
- 新居郡氷見町 （1941年4月29日）西条市新設のため
- 新居郡飯岡村 （1941年4月29日）西条市新設のため
- 新居郡橘村 （1941年4月29日）西条市新設のため
- 新居郡神戸村 （1941年4月29日）西条市新設のため
- 上浮穴郡（旧）小田町村 （1943年4月1日）上浮穴郡小田町村新設のため
- 上浮穴郡石山村 （1943年4月1日）上浮穴郡小田町村新設のため
- 喜多郡河辺村 （1943年4月1日）喜多郡肱川村新設のため
- 喜多郡大谷村 （1943年4月1日）喜多郡肱川村新設のため
- 喜多郡宇和川村 （1943年4月1日）喜多郡肱川村新設のため
- 上浮穴郡浮穴村 （1943年4月1日）分割し、喜多郡肱川村新設・東宇和郡惣川村に編入のため
- 上浮穴郡（旧）久万町 （1943年9月1日）上浮穴郡久万町新設のため
- 上浮穴郡明神村 （1943年9月1日）上浮穴郡久万町新設のため
- 宇摩郡（旧）三島町 （1944年4月1日）宇摩郡三島町新設のため
- 宇摩郡中曾根村 （1944年4月1日）宇摩郡三島町新設のため
- 宇摩郡中之庄村 （1944年4月1日）宇摩郡三島町新設のため
- 宇摩郡松柏村 （1944年4月1日）宇摩郡三島町新設のため
- 温泉郡道後湯之町 （1944年4月1日）松山市に編入のため
- 温泉郡垣生村 （1944年4月1日）松山市に編入のため
- 温泉郡生石村 （1944年4月1日）松山市に編入のため

## 1950年～1959年
- 温泉郡（旧）北条町 （1951年4月1日）温泉郡北条町新設のため
- 温泉郡難波村 （1951年4月1日）温泉郡北条町新設のため
- 温泉郡正岡村 （1951年4月1日）温泉郡北条町新設のため
- 南宇和郡（旧）城辺町 （1952年9月1日）南宇和郡城辺町新設のため
- 南宇和郡緑僧都村 （1952年9月1日）南宇和郡城辺町新設のため
- 新居郡大島村 （1953年5月3日）新居浜市に編入のため
- 新居郡多喜浜村 （1953年5月3日）新居浜市に編入のため
- 新居郡神郷村 （1953年5月3日）新居浜市に編入のため
- 新居郡垣生村 （1953年5月3日）新居浜市に編入のため
- 温泉郡興居島村 （1954年2月1日）松山市に編入のため
- 越智郡鈍川村 （1954年3月31日）越智郡玉川村新設のため
- 越智郡九和村 （1954年3月31日）越智郡玉川村新設のため
- 越智郡鴨部村 （1954年3月31日）越智郡玉川村新設のため
- 越智郡竜岡村 （1954年3月31日）越智郡玉川村新設のため
- 越智郡津倉村 （1954年3月31日）越智郡吉海町新設のため
- 越智郡亀山村 （1954年3月31日）越智郡吉海町新設のため
- 越智郡渦浦村 （1954年3月31日）越智郡吉海町新設のため
- 越智郡大山村 （1954年3月31日）分割し、越智郡吉海町新設・宮窪町に編入のため
- 宇摩郡二名村 （1954年3月31日）宇摩郡川之江町に編入のため
- 宇摩郡長津村 （1954年3月31日）宇摩郡土居町新設のため
- 宇摩郡小富士村 （1954年3月31日）宇摩郡土居町新設のため
- 宇摩郡天満村 （1954年3月31日）宇摩郡土居町新設のため
- 宇摩郡蕪崎村 （1954年3月31日）宇摩郡土居町新設のため
- 宇摩郡土居村 （1954年3月31日）宇摩郡土居町新設のため
- 宇摩郡関川村 （1954年3月31日）宇摩郡土居町新設のため
- 宇摩郡新立村 （1954年3月31日）宇摩郡新宮村新設のため
- 宇摩郡上山村 （1954年3月31日）宇摩郡新宮村新設のため
- 東宇和郡遊子川村 （1954年3月31日）東宇和郡黒瀬川村新設のため
- 東宇和郡土居村 （1954年3月31日）東宇和郡黒瀬川村新設のため
- 東宇和郡高川村 （1954年3月31日）東宇和郡黒瀬川村新設のため
- 東宇和郡魚成村 （1954年3月31日）東宇和郡黒瀬川村新設のため
- 東宇和郡（旧）宇和町 （1954年3月31日）東宇和郡宇和町新設のため
- 東宇和郡多田村 （1954年3月31日）東宇和郡宇和町新設のため
- 東宇和郡中川村 （1954年3月31日）東宇和郡宇和町新設のため
- 東宇和郡石城村 （1954年3月31日）東宇和郡宇和町新設のため
- 東宇和郡下宇和村 （1954年3月31日）東宇和郡宇和町新設のため
- 東宇和郡田之筋村 （1954年3月31日）東宇和郡宇和町新設のため
- 喜多郡大洲町 （1954年9月1日）大洲市新設のため
- 喜多郡平野村 （1954年9月1日）大洲市新設のため
- 喜多郡粟津村 （1954年9月1日）大洲市新設のため
- 喜多郡三善村 （1954年9月1日）大洲市新設のため
- 喜多郡上須戒村 （1954年9月1日）大洲市新設のため
- 喜多郡南久米村 （1954年9月1日）大洲市新設のため
- 喜多郡菅田村（1954年9月1日）大洲市新設のため
- 喜多郡新谷村 （1954年9月1日）大洲市新設のため
- 喜多郡柳沢村 （1954年9月1日）大洲市新設のため
- 喜多郡大川村 （1954年9月1日）大洲市新設のため
- 喜多郡（旧）五十崎町 （1954年9月1日）喜多郡五十崎町新設のため
- 喜多郡天神村 （1954年9月1日）喜多郡五十崎町新設のため
- 喜多郡御祓村 （1954年9月1日）喜多郡五十崎町新設のため
- 北宇和郡三間村 （1954年10月10日）北宇和郡三間町新設のため
- 北宇和郡成妙村 （1954年10月10日）北宇和郡三間町新設のため
- 北宇和郡二名村 （1954年10月10日）北宇和郡三間町新設のため
- 温泉郡余土村 （1954年10月1日）松山市に編入のため
- 宇摩郡川之江町 （1954年11月1日）川之江市新設のため
- 宇摩郡上分町 （1954年11月1日）川之江市新設のため
- 宇摩郡金生町 （1954年11月1日）川之江市新設のため
- 宇摩郡妻鳥村 （1954年11月1日）川之江市新設のため
- 宇摩郡川滝村 （1954年11月1日）川之江市新設のため
- 宇摩郡金田村 （1954年11月1日）川之江市新設のため
- 宇摩郡三島町 （1954年11月1日）伊予三島市新設のため
- 宇摩郡寒川町 （1954年11月1日）伊予三島市新設のため
- 宇摩郡松柏村 （1954年11月1日）伊予三島市新設のため
- 宇摩郡豊岡村 （1954年11月1日）伊予三島市新設のため
- 宇摩郡富郷村 （1954年11月1日）伊予三島市新設のため
- 宇摩郡金砂村 （1954年11月1日）伊予三島市新設のため
- 伊予郡南山崎村 （1955年1月1日）伊予市新設のため
- 伊予郡北山崎村 （1955年1月1日）伊予市新設のため
- 伊予郡郡中町 （1955年1月1日）伊予市新設のため
- 伊予郡南伊予村 （1955年1月1日）伊予市新設のため
- 越智郡（旧）伯方町 （1955年1月1日）越智郡伯方町新設のため
- 越智郡西伯方村 （1955年1月1日）越智郡伯方町新設のため
- 喜多郡（旧）長浜町 （1955年1月1日）喜多郡長浜町新設のため
- 喜多郡喜多灘村 （1955年1月1日）喜多郡長浜町新設のため
- 喜多郡櫛生村 （1955年1月1日）喜多郡長浜町新設のため
- 喜多郡出海村 （1955年1月1日）喜多郡長浜町新設のため
- 喜多郡大和村 （1955年1月1日）喜多郡長浜町新設のため
- 喜多郡白滝村 （1955年1月1日）喜多郡長浜町新設のため
- 喜多郡（旧）内子町 （1955年1月1日）喜多郡内子町新設のため
- 喜多郡満穂村 （1955年1月1日）喜多郡内子町新設のため
- 喜多郡立川村 （1955年1月1日）喜多郡内子町新設のため
- 喜多郡五城村 （1955年1月1日）喜多郡内子町新設のため
- 喜多郡大瀬村 （1955年1月1日）喜多郡内子町新設のため
- 西宇和郡（旧）三瓶町 （1955年1月1日）西宇和郡三瓶町新設のため
- 西宇和郡二木生村 （1955年1月1日）西宇和郡三瓶町新設のため
- 西宇和郡三島村 （1955年1月1日）西宇和郡三瓶町新設のため
- 西宇和郡双岩村 （1955年1月1日）西宇和郡三瓶町新設のため
- 周桑郡（旧）壬生川町 （1955年1月1日）周桑郡壬生川町新設のため
- 周桑郡周布村 （1955年1月1日）周桑郡壬生川町新設のため
- 周桑郡吉井村 （1955年1月1日）周桑郡壬生川町新設のため
- 周桑郡吉岡村 （1955年1月1日）周桑郡壬生川町新設のため
- 周桑郡国安村 （1955年1月1日）周桑郡壬生川町新設のため
- 周桑郡三芳村 （1955年1月1日）周桑郡三芳町新設のため
- 周桑郡楠河村 （1955年1月1日）周桑郡三芳町新設のため
- 周桑郡庄内村 （1955年1月1日）周桑郡三芳町新設のため
- 伊予郡（旧）中山町 （1955年2月1日）伊予郡中山町新設のため
- 伊予郡佐礼谷村 （1955年2月1日）伊予郡中山町新設のため
- 越智郡桜井町 （1955年2月1日）今治市に編入のため
- 越智郡波止浜町 （1955年2月1日）今治市に編入のため
- 越智郡富田村 （1955年2月1日）今治市に編入のため
- 越智郡清水村 （1955年2月1日）今治市に編入のため
- 越智郡日高村 （1955年2月1日）今治市に編入のため
- 越智郡乃万村 （1955年2月1日）今治市に編入のため
- 西宇和郡双岩村 （1955年2月1日）八幡浜市に編入のため
- 西宇和郡日土村 （1955年2月1日）八幡浜市に編入のため
- 西宇和郡真穴村 （1955年2月1日）八幡浜市に編入のため
- 西宇和郡川上村 （1955年2月1日）八幡浜市に編入のため
- 北宇和郡岩松町 （1955年2月11日）北宇和郡津島町新設のため
- 北宇和郡清満村 （1955年2月11日）北宇和郡津島町新設のため
- 北宇和郡御槙村 （1955年2月11日）北宇和郡津島町新設のため
- 北宇和郡北灘村 （1955年2月11日）北宇和郡津島町新設のため
- 北宇和郡畑地村 （1955年2月11日）北宇和郡津島町新設のため
- 北宇和郡下灘村 （1955年2月11日）北宇和郡津島町新設のため
- 東宇和郡（旧）野村町 （1955年2月11日）東宇和郡野村町新設のため
- 東宇和郡中筋村 （1955年2月11日）東宇和郡野村町新設のため
- 東宇和郡渓筋村 （1955年2月11日）東宇和郡野村町新設のため
- 東宇和郡惣川村 （1955年2月11日）東宇和郡野村町新設のため
- 東宇和郡貝吹村 （1955年2月11日）分割し、東宇和郡野村町新設・喜多郡肱川村に編入のため
- 東宇和郡横林村 （1955年2月11日）分割し、東宇和郡野村町新設・喜多郡肱川村に編入のため
- 北宇和郡（旧）吉田町 （1955年3月1日）北宇和郡吉田町新設のため
- 北宇和郡立間村 （1955年3月1日）北宇和郡吉田町新設のため
- 北宇和郡喜佐方村 （1955年3月1日）北宇和郡吉田町新設のため
- 北宇和郡奥南村 （1955年3月1日）北宇和郡吉田町新設のため
- 東宇和郡玉津村 （1955年3月1日）北宇和郡吉田町新設のため
- 伊予郡（旧）砥部町 （1955年3月31日）伊予郡砥部町新設のため
- 伊予郡原町村 （1955年3月31日）伊予郡砥部町新設のため
- 伊予郡（旧）松前町 （1955年3月31日）伊予郡松前町新設のため
- 伊予郡北伊予村 （1955年3月31日）伊予郡松前町新設のため
- 伊予郡岡田村 （1955年3月31日）伊予郡松前町新設のため
- 伊予郡上灘町 （1955年3月31日）伊予郡双海町新設のため
- 伊予郡下灘村 （1955年3月31日）伊予郡双海町新設のため
- 越智郡大井村 （1955年3月31日）越智郡大西町新設のため
- 越智郡小西村 （1955年3月31日）越智郡大西町新設のため
- 越智郡瀬戸崎村 （1955年3月31日）越智郡上浦村新設のため
- 越智郡盛口村 （1955年3月31日）越智郡上浦村新設のため
- 越智郡鏡村 （1955年3月31日）越智郡大三島町新設のため
- 越智郡宮浦村 （1955年3月31日）越智郡大三島町新設のため
- 越智郡（旧）菊間町 （1955年3月31日）越智郡菊間町新設のため
- 越智郡亀岡村 （1955年3月31日）越智郡菊間町新設のため
- 上浮穴郡弘形村 （1955年3月31日）上浮穴郡美川村新設のため
- 上浮穴郡仕七川村 （1955年3月31日）上浮穴郡美川村新設のため
- 上浮穴郡中津村 （1955年3月31日）分割し、上浮穴郡美川村新設・柳谷村に編入のため
- 上浮穴郡田渡村 （1955年3月31日）上浮穴郡小田町新設のため
- 上浮穴郡参川村 （1955年3月31日）上浮穴郡小田町新設のため
- 上浮穴郡小田町村 （1955年3月31日）上浮穴郡小田町新設のため
- 北宇和郡高光村 （1955年3月31日）宇和島市に編入のため
- 北宇和郡三浦村 （1955年3月31日）宇和島市に編入のため
- 北宇和郡近永町 （1955年3月31日）北宇和郡広見町新設のため
- 北宇和郡好藤村 （1955年3月31日）北宇和郡広見町新設のため
- 北宇和郡愛治村 （1955年3月31日）北宇和郡広見町新設のため
- 北宇和郡泉村 （1955年3月31日）北宇和郡広見町新設のため
- 北宇和郡三島村 （1955年3月31日）北宇和郡広見町新設のため
- 北宇和郡松丸町 （1955年3月31日）北宇和郡松野町新設のため
- 北宇和郡吉野生村 （1955年3月31日）北宇和郡松野町新設のため
- 西宇和郡川之石町 （1955年3月31日）西宇和郡保内町新設のため
- 西宇和郡磯津村 （1955年3月31日）西宇和郡保内町新設のため
- 西宇和郡宮内村 （1955年3月31日）西宇和郡保内町新設のため
- 西宇和郡喜須来村 （1955年3月31日）西宇和郡保内町新設のため
- 西宇和郡伊方村 （1955年3月31日）西宇和郡伊方町新設のため
- 西宇和郡町見村 （1955年3月31日）西宇和郡伊方町新設のため
- 西宇和郡神松名村 （1955年3月31日）西宇和郡三崎町新設のため
- 西宇和郡三崎村 （1955年3月31日）西宇和郡三崎町新設のため
- 温泉郡（旧）北条町 （1955年3月31日）温泉郡北条町新設のため
- 温泉郡浅海村 （1955年3月31日）温泉郡北条町新設のため
- 温泉郡立岩村 （1955年3月31日）温泉郡北条町新設のため
- 温泉郡河野村 （1955年3月31日）温泉郡北条町新設のため
- 温泉郡粟井村 （1955年3月31日）温泉郡北条町新設のため
- 新居郡泉川町 （1955年3月31日）新居浜市に編入のため
- 新居郡中萩町 （1955年3月31日）新居浜市に編入のため
- 新居郡船木村 （1955年3月31日）新居浜市に編入のため
- 新居郡大生院村 （1955年3月31日）新居浜市に編入のため
- 東宇和郡俵津村 （1955年3月21日）東宇和郡豊海村新設のため
- 東宇和郡狩江村 （1955年3月21日）東宇和郡豊海村新設のため
- 温泉郡川上村 （1955年4月25日）温泉郡川内村新設のため
- 温泉郡三内村 （1955年4月25日）温泉郡川内村新設のため
- 周桑郡（旧）小松町 （1955年4月25日）周桑郡小松町新設のため
- 周桑郡石鎚村 （1955年4月25日）周桑郡小松町新設のため
- 周桑郡石根村 （1955年4月25日）周桑郡小松町新設のため
- 周桑郡（旧）丹原町 （1955年4月25日）周桑郡丹原町新設のため
- 周桑郡徳田村 （1955年4月25日）周桑郡丹原町新設のため
- 温泉郡伊台村 （1955年5月1日）松山市に編入のため
- 温泉郡久米村 （1955年5月1日）松山市に編入のため
- 温泉郡五明村 （1955年5月1日）松山市に編入のため
- 温泉郡湯山村 （1955年5月1日）松山市に編入のため
- 周桑郡（旧）中川村 （1955年7月20日）周桑郡中川村新設のため
- 周桑郡桜樹村 （1955年7月20日）周桑郡中川村新設のため
- 越智郡上朝倉村 （1956年3月31日）越智郡朝倉村新設のため
- 越智郡下朝倉村 （1956年3月31日）越智郡朝倉村新設のため
- 西宇和郡三机村 （1956年6月1日）西宇和郡瀬戸町新設のため
- 西宇和郡四ツ浜村 （1956年6月1日）西宇和郡瀬戸町新設のため
- 温泉郡北吉井村 （1956年9月1日）温泉郡重信町新設のため
- 温泉郡南吉井村 （1956年9月1日）温泉郡重信町新設のため
- 温泉郡拝志村 （1956年9月1日）温泉郡重信町新設のため
- 周桑郡（旧）丹原町 （1956年9月1日）周桑郡丹原町新設のため
- 周桑郡田野村 （1956年9月1日）周桑郡丹原町新設のため
- 周桑郡中川村 （1956年9月1日）分割し、周桑郡丹原町・温泉郡川内町新設のため
- 温泉郡川内村 （1956年9月1日）温泉郡川内町新設のため
- 南宇和郡（旧）城辺町 （1956年9月21日）南宇和郡城辺町新設のため
- 南宇和郡東外海町 （1956年9月21日）南宇和郡城辺町新設のため
- 越智郡岡山村 （1956年9月23日）越智郡大三島町に編入のため
- 新居郡加茂村 （1956年9月28日）西条市に編入のため
- 新居郡大保木村 （1956年9月28日）西条市に編入のため
- 南宇和郡（旧）御荘町 （1956年9月30日）南宇和郡御荘町新設のため
- 南宇和郡南内海村 （1956年9月30日）南宇和郡御荘町新設のため
- 温泉郡荏原村 （1956年9月30日）温泉郡久谷村新設のため
- 温泉郡坂本村 （1956年9月30日）温泉郡久谷村新設のため
- 北宇和郡来村 （1957年1月1日）宇和島市に編入のため
- 東宇和郡豊海村 （1958年1月1日）東宇和郡明浜町新設のため
- 東宇和郡高山村 （1958年1月1日）東宇和郡明浜町新設のため
- 北宇和郡下波村 （1958年4月1日）北宇和郡宇和海村新設のため
- 北宇和郡蔣淵村 （1958年4月1日）北宇和郡宇和海村新設のため
- 北宇和郡遊子村 （1958年4月1日）北宇和郡宇和海村新設のため
- 北宇和郡戸島村 （1958年4月1日）北宇和郡宇和海村新設のため
- 北宇和郡日振島村 （1958年4月1日）北宇和郡宇和海村新設のため
- 上浮穴郡（旧）久万町 （1959年3月31日）上浮穴郡久万町新設のため
- 上浮穴郡川瀬村 （1959年3月31日）上浮穴郡久万町新設のため
- 上浮穴郡父二峰村 （1959年3月31日）上浮穴郡久万町新設のため
- 温泉郡（旧）中島町 （1959年3月31日）温泉郡中島町新設のため
- 温泉郡神和村 （1959年3月31日）温泉郡中島町新設のため
- 新居郡角野町 （1959年4月1日）新居浜市に編入のため
- 温泉郡浮穴村 （1959年4月10日）松山市に編入のため

## 1960年～1969年
- 温泉郡睦野村 （1960年3月31日）温泉郡中島町に編入のため
- 温泉郡小野村 （1961年12月15日）松山市に編入のため
- 温泉郡石井村 （1962年4月1日）松山市に編入のため
- 温泉郡西中島村 （1963年3月31日）温泉郡中島町に編入のため
- 温泉郡久谷村 （1968年10月25日）松山市に編入のため

## 1970年～1979年
- 周桑郡壬生川町 （1971年1月1日）周桑郡東予町新設のため
- 周桑郡三芳町 （1971年1月1日）周桑郡東予町新設のため
- 北宇和郡宇和海村 （1974年4月1日）宇和島市に編入のため

## 1980年～1999年
この20年間に県内に廃止市町村なし

## 2000年～
- 宇摩郡別子山村 （2003年4月1日）新居浜市に編入のため
- 西宇和郡三瓶町 （2004年4月1日）西予市新設のため
- 東宇和郡宇和町 （2004年4月1日）西予市新設のため
- 東宇和郡野村町 （2004年4月1日）西予市新設のため
- 東宇和郡明浜町 （2004年4月1日）西予市新設のため
- 東宇和郡城川町 （2004年4月1日）西予市新設のため
- 伊予三島市 （2004年4月1日）四国中央市新設のため
- 川之江市 （2004年4月1日）四国中央市新設のため
- 宇摩郡土居町 （2004年4月1日）四国中央市新設のため
- 宇摩郡新宮村 （2004年4月1日）四国中央市新設のため
- 上浮穴郡久万町 （2004年8月1日）上浮穴郡久万高原町新設のため
- 上浮穴郡美川村 （2004年8月1日）上浮穴郡久万高原町新設のため
- 上浮穴郡面河村 （2004年8月1日）上浮穴郡久万高原町新設のため
- 上浮穴郡柳谷村 （2004年8月1日）上浮穴郡久万高原町新設のため
- 温泉郡重信町 （2004年9月21日）東温市新設のため
- 温泉郡川内町 （2004年9月21日）東温市新設のため
- 越智郡弓削町 （2004年10月1日）越智郡上島町新設のため
- 越智郡生名村 （2004年10月1日）越智郡上島町新設のため
- 越智郡岩城村 （2004年10月1日）越智郡上島町新設のため
- 越智郡魚島村 （2004年10月1日）越智郡上島町新設のため
- 南宇和郡御荘町 （2004年10月1日）南宇和郡愛南町新設のため
- 南宇和郡城辺町 （2004年10月1日）南宇和郡愛南町新設のため
- 南宇和郡西海町 （2004年10月1日）南宇和郡愛南町新設のため
- 南宇和郡一本松町 （2004年10月1日）南宇和郡愛南町新設のため
- 南宇和郡内海村 （2004年10月1日）南宇和郡愛南町新設のため
- 旧・西条市 （2004年11月1日）西条市新設のため
- 東予市 （2004年11月1日）西条市新設のため
- 周桑郡小松町 （2004年11月1日）西条市新設のため
- 周桑郡丹原町 （2004年11月1日）西条市新設のため
- 伊予郡（旧）砥部町 （2005年1月1日）伊予郡砥部町新設のため
- 伊予郡広田村 （2005年1月1日）伊予郡砥部町新設のため
- 喜多郡（旧）内子町 （2005年1月1日）喜多郡内子町新設のため
- 喜多郡五十崎町 （2005年1月1日）喜多郡内子町新設のため
- 上浮穴郡小田町 （2005年1月1日）喜多郡内子町新設のため
- 北宇和郡広見町 （2005年1月1日）北宇和郡鬼北町新設のため
- 北宇和郡日吉村 （2005年1月1日）北宇和郡鬼北町新設のため
- 北条市 （2005年1月1日）松山市に編入のため
- 温泉郡中島町 （2005年1月1日）松山市に編入のため
- 旧・大洲市 （2005年1月11日）大洲市新設のため
- 喜多郡長浜町 （2005年1月11日）大洲市新設のため
- 喜多郡肱川町 （2005年1月11日）大洲市新設のため
- 喜多郡河辺村 （2005年1月11日）大洲市新設のため
- 旧・今治市 （2005年1月16日）今治市新設のため
- 越智郡菊間町 （2005年1月16日）今治市新設のため
- 越智郡大西町 （2005年1月16日）今治市新設のため
- 越智郡波方町 （2005年1月16日）今治市新設のため
- 越智郡玉川町 （2005年1月16日）今治市新設のため
- 越智郡吉海町 （2005年1月16日）今治市新設のため
- 越智郡宮窪町 （2005年1月16日）今治市新設のため
- 越智郡伯方町 （2005年1月16日）今治市新設のため
- 越智郡大三島町 （2005年1月16日）今治市新設のため
- 越智郡上浦町 （2005年1月16日）今治市新設のため
- 越智郡朝倉村 （2005年1月16日）今治市新設のため
- 越智郡関前村 （2005年1月16日）今治市新設のため
- 旧・八幡浜市 （2005年3月28日）八幡浜市新設のため
- 西宇和郡保内町 （2005年3月28日）八幡浜市新設のため
- 旧・伊予市 （2005年4月1日）伊予市新設のため
- 伊予郡中山町 （2005年4月1日）伊予市新設のため
- 伊予郡双海町 （2005年4月1日）伊予市新設のため
- 西宇和郡（旧）伊方町 （2005年4月1日）西宇和郡伊方町新設のため
- 西宇和郡瀬戸町 （2005年4月1日）西宇和郡伊方町新設のため
- 西宇和郡三崎町 （2005年4月1日）西宇和郡伊方町新設のため
- 旧・宇和島市 （2005年8月1日）宇和島市新設のため
- 北宇和郡吉田町 （2005年8月1日）宇和島市新設のため
- 北宇和郡三間町 （2005年8月1日）宇和島市新設のため
- 北宇和郡津島町 （2005年8月1日）宇和島市新設のため